# Commonwealth Games 1994/Badminton
Die 15. Commonwealth Games fanden vom 18. bis 28. August 1994 in der kanadischen Stadt Victoria statt. Folgend die Medaillengewinner im Badminton.

## Medaillengewinner
| Disziplin    | Gold | Silber | Bronze |
| ------------ | --- | --- | --- |
| Herreneinzel | Rashid Sidek | Ong Ewe Hock | Nick Hall |
| Herreneinzel | Rashid Sidek | Ong Ewe Hock | Anders Nielsen |
| Dameneinzel  | Lisa Campbell | Si-an Deng | Rhona Robertson |
| Dameneinzel  | Lisa Campbell | Si-an Deng | Song Yang |
| Herrendoppel | Cheah Soon Kit Soo Beng Kiang | Simon Archer Chris Hunt | Peter Blackburn Mark Nichols |
| Herrendoppel | Cheah Soon Kit Soo Beng Kiang | Simon Archer Chris Hunt | Ong Ewe Hock Tan Kim Her |
| Damendoppel  | Joanne Muggeridge Joanne Wright | Julie Bradbury Gillian Clark | Si-an Deng Denyse Julien |
| Damendoppel  | Joanne Muggeridge Joanne Wright | Julie Bradbury Gillian Clark | Lee Wai Leng Tan Lee Wai |
| Mixed        | Chris Hunt Gillian Clark | Simon Archer Julie Bradbury | Peter Blackburn Rhonda Cator |
| Mixed        | Chris Hunt Gillian Clark | Simon Archer Julie Bradbury | Nick Ponting Joanne Wright |
| Mannschaft   | England Simon Archer Julie Bradbury Gillian Clark Chris Hunt Peter Knowles Suzanne Louis-Lane Joanne Muggeridge Anders Nielsen Nick Ponting Joanne Wright | Malaysia Cheah Soon Kit Kuak Seok Choon Lee Wai Leng Leong Yeng Cheng Ong Ewe Hock Rashid Sidek Zamaliah Sidek Soo Beng Kiang Tan Kim Her Tan Lee Wai | Australien Peter Blackburn Lisa Campbell Rhonda Cator Amanda Hardy Murray Hocking Stuart Metcalfe Mark Nichols Wendy Shinners Paul Stevenson Song Yang |
| Mannschaft   | England Simon Archer Julie Bradbury Gillian Clark Chris Hunt Peter Knowles Suzanne Louis-Lane Joanne Muggeridge Anders Nielsen Nick Ponting Joanne Wright | Malaysia Cheah Soon Kit Kuak Seok Choon Lee Wai Leng Leong Yeng Cheng Ong Ewe Hock Rashid Sidek Zamaliah Sidek Soo Beng Kiang Tan Kim Her Tan Lee Wai | Hongkong Chan Oi Ni Chan Siu Kwong Cheng Yin Sat Chung Hoi Yuk Ma Che Kong Tam Kai Chuen Tung Chau Man Wong Chun Fan Wong Wai Keung Wong Wai Lap       |